# Die Pilger
Die Pilger byla skupina německých výtvarníků, vesměs žáků Augusta Brömse z pražské Akademie výtvarných umění, aktivní v letech 1921 až 1923.

## Historie Die Pilger
Vyčlenění skupiny z Metznerbundu roku 1920 oznámil její zakladatel August Brömse. Kromě něj byli prvními členy Maxim Kopf, Josef Hegenbarth, Theodor Sternhell, Norbet Hochsieder, Emil Helzel, Jost Pietsch a Julius Pfeiffer.
Řada členů skupiny prošla studiem na Královské akademii výtvarných umění v Drážďanech, kde v té době vyučoval malíř Oskar Kokoschka a kde v letech 1919–1922 působila kuboexpresionistická skupina Dresdner Sezession (Otto Dix, Conrad Felixmüller, Wilhelm Heckrott, Constantin von Mitschke-Collande, Otto Schubert, Lasar Segall). Někteří němečtí studenti drážďanské akademie vystavovali s Die Pilger jako hosté (Felix Bibus, Alois Mennel a jablonecký Arthur Ressel). Sochaři Mary Duras a Jost Pietsch se školili v ateliéru Jana Štursy na Akademii výtvarných umění v Praze. Skupina působila v Praze, Drážďanech a v Ústí nad Labem. Díla členů skupiny ovlivnil symbolismus a expresionismus Augusta Brömse, literární vlivy (Adalbert Stifter, Gustav Meyrink), mysticismus, ezoterismus, existenciální a biblická témata. Z českých vrstevníků k ní měla nejblíže skupina Sursum.
Roku 1922 zemřel Julius Pfeiffer a Emil Helzel spáchal sebevraždu. Skupina přestala vyvíjet aktivitu po odjezdu Maxima Kopfa a Mary Duras do New Yorku roku 1923 a definitivně zanikla po smrti Augusta Brömse (1925). Z jejích výstav v letech 1921–1923 potvrzuje Ivo Habán pět .

### Výstavy
- 1921 Dům umělců v Brně (v rámci sudetoněmecké výstavy)
- 1922 Rudolfinum, Praha
- 1922 Ústí nad Labem (v již neexistující budově městské knihovny)
- 1923 Rudolfinum, Praha

Výstavy v Chebu, Mariánských Lázních a výstava přesunutá z Ústí do Drážďan nejsou spolehlivě doloženy.

### Výstavy po roce 1989
- 2001 August Brömse a skupina Poutníci / August Brömse und die Gruppe Pilger, Galerie výtvarného umění v Chebu
- 2001/ 2002 August Brömse a skupina Poutníci / August Brömse und die Gruppe Pilger, Oblastní galerie v Liberci

## Členové Die Pilger
- August Brömse (2.9.1873 Františkovy Lázně – 7.11.1925 Praha), malíř, výtvarník, grafik, ilustrátor, pedagog
- Anton Bruder (11.6.1898 Ústí nad Labem – 17.2.1983 Glinde u Hamburku), grafik, malíř
- Mary Durasová (10.5.1898 Vídeň – 12.8.1982 Graz), sochařka
- Emanuel Hegenbarth (14.1.1868 Česká Kamenice – 18.7.1923 Drážďany), malíř
- Josef Hegenbarth (15.6.1884 Česká Kamenice – 27.7.1962 Drážďany), grafik, malíř
- Emil Helzel (29.4.1886 Mistrovice, Nový Oldřichov (Česká Lípa) – 11.10.1922), malíř
- Norbert Hochsieder (15.8.1879 Mariánské Lázně – 26.6.1958 Ansbach (Německo), restaurátor, grafik, malíř
- Walter Klemm (18.6.1883 Karlovy Vary – 11.8.1957 Výmar), grafik, malíř, pedagog
- Alfred Kubin (10.4.1877 Litoměřice – 20.8.1959 Zwickledt), grafik, malíř
- Maxim Kopf (18.1.1892 Vídeň – 6.7.1958 Twin Farms, Vermont, USA), malíř, grafik, scénograf
- Fritz Lehmann (18.7.1889 Šluknov – 26.10.1957 Vídeň), architekt
- Karl Lüdecke, (host 1922)
- Moriz Melzer (22.12.1877 Bělá u Jevíčka – 30.6.1966 Berlín), malíř, grafik
- Emil Orlik (21.7.1870 Praha – 28.9.1932 Berlín), malíř, grafik, fotograf
- Julius Pfeiffer (21.4.1897 Hradec Králové – 1922) malíř
- Jost Pietsch (12.12.1896 Jablonec nad Nisou – ?), sochař
- Theodor Sternhell (9.10.1897 Praha – ?), grafik